# White (NEWSのアルバム)
『White』（ホワイト）は、日本の男性アイドルグループ、NEWSの6作目のオリジナルアルバム。2015年2月25日に ジャニーズ・エンタテイメントから発売された。

## 概要
- 前作「NEWS」から約2年7ヶ月振りのリリース。

- 初回盤・通常盤の2形態での発売。

- 初回盤のDVDには、「MR.WHITE」のSHORT FILM & MAKINGを収録。

- 通常盤には、メンバー4人のソロ曲を収録。

## 封入特典

### 初回盤
- 28Pブックレット
- TEAM WHITEステッカー

### 通常盤
- 20Pブックレット

## チャート成績
発売初週に11.5万枚を売り上げ、2015年3/9付週間アルバムランキング1位を獲得した。
アルバム1作目から7作連続1位はKAT-TUNの8作連続に次ぐ記録であり、宇多田ヒカルに並び歴代2位タイ記録となった。

## 収録曲

### CD
※ソロ曲は通常盤のみ収録。
1. MR.WHITE
作詞・作曲・編曲:TAKA3
  - 今作のリードトラック
2. KAGUYA
作詞:MOZZA、作曲:take4、編曲:CHOKKAKU
  - 17thシングル
3. NYARO
作詞:Hacchin´Maya,TAKA3、作曲:TAKA3、編曲:CHOKKAKU
  - ウィング「後ろキレイブラ」CMソング
4. SEVEN COLORS
作詞・作曲・編曲:TAKA3
  - 16thシングルのカップリング
  - 日本テレビ系 「TOYOTAプレゼンツ FIFAクラブワールドカップ2013」テーマソング
5. Weather NEWS
作詞・作曲・編曲:take4
6. SuperSONIC
作詞:Ryohei Yamamoto、作曲:KENJI03、編曲:鈴木雅也
7. Black Jack -Inter-
作曲・編曲:中西亮輔
8. BYAKUYA
作詞:kafka、作曲:take4、編曲:中西亮輔,Kenichi Kuroda
9. ONE -for the win-
作詞・作曲:take4、編曲:take4, 中西亮輔
  - 16thシングル
  - 日本テレビ系『FIFAワールドカップ ブラジル2014』テーマソング
10. White Love Story
作詞:take4, MiNE、作曲:take4, MiNE,Atsushi Shimada、編曲:take4, Atsushi Shimada
11. 愛言葉
作詞・作曲・編曲:NEWS
2013年開催のコンサートツアー『NEWS 10th Anniversary in Tokyo Dome』の最終公演にて初披露された。
メンバー4人がNEWS10周年の感謝の想いをこめてファンのために作った曲。歌詞に出てくる「てずてってとって」は、「て」を取って読むことで、「ずっと」になる。
12. ロメオ2015 - 小山慶一郎
作詞・作曲:オオヤギヒロオ 、編曲:高橋諒, 陶山隼
  - 錦戸亮と小山のユニット曲のソロバージョン
13. Skye Beautiful - 増田貴久
作詞・作曲:Ryohei Yamamoto、編曲:TRAKSTA
14. あなた - 手越祐也
作詞:kafka、作曲:einosuke、編曲:Jnji Chiba
15. ESCORT - 加藤シゲアキ
作詞・作曲:加藤シゲアキ、編曲:中西亮輔

### DVD
※初回盤のみ
1. 「MR.WHITE」SHORT FILM & MAKING

## テレビ出演
MR.WHITE
- 『ザ少年倶楽部プレミアム』（2015年2月27日、テレビ朝日）
- 『ザ少年倶楽部プレミアム』（2016年5月18日、NHK BSプレミアム）

NYARO
- 『ザ少年倶楽部プレミアム』（2016年11月16日、NHK BSプレミアム）
手越と増田で披露

BYAKUYA
- 『ザ少年倶楽部プレミアム』（2016年10月19日、NHK BSプレミアム）

SuperSONIC
- 『ザ少年倶楽部プレミアム』（2016年5月18日、NHK BSプレミアム）

White Love Story
- 『ザ少年倶楽部プレミアム』（2016年6月15日、NHK BSプレミアム）

愛言葉
- 『ザ少年倶楽部プレミアム』（2019年3月16日、NHK BSプレミアム）
オーケストラバージョンとして披露

Skye Beautiful
- 『ザ少年倶楽部プレミアム』（2017年11月17日、NHK BSプレミアム）